# عندما تصطاد نمرا
عندما تصطاد نمرًا هو كتاب للأطفال لعام 2020 من تأليف تاي كيلر. تحكي الرواية قصة فتاة ثنائية العرق تُدعى ليلي، تتعلم عن تراثها عندما تنتقل عائلتها للعيش مع جدتها الكورية. لاقى الكتاب استحسانًا وفاز بجائزة نيوبيري لعام 2021 بالإضافة إلى جائزة آسيا والمحيط الهادئ الأمريكية لأدب الأطفال لعام 2021.

## الاستقبال

### استقبال نقدي
كان كتاب "عندما تصطاد نمرًا" مدرجًا في قائمة أفضل الكتب مبيعًا في صحيفة نيويورك تايمز وحصل على تقييمات مميزة من مراجعات كيركس، وبوكليست،وبابليشرز ويكلي، ومجلة سكول لايبراري جورنال.

### الجوائز
حصلت الرواية على على جائزة نيوبري لعام 2021، وجائزة أمريكا الآسيوية/المحيط الهادئ لأدب الأطفال.